# Понтедера
Понтедера (итал. Pontedera) је насеље у Италији у округу Пиза, региону Тоскана.
Према процени из 2011. у насељу је живело 19518 становника. Насеље се налази на надморској висини од 16 м.

## Становништво
Према резултатима пописа становништва 2011. у општини је живело 28.061 становника.
| 1931.  | 1936.  | 1951.  | 1961.  | 1971.  | 1981.  | 1991.  | 2001.  | 2011.  |
| ------ | ------ | ------ | ------ | ------ | ------ | ------ | ------ | ------ |
| 17.268 | 17.890 | 19.124 | 23.904 | 26.538 | 28.008 | 26.393 | 24.971 | 28.061 |

## Партнерски градови
- Khombole
- Фуршамбо
- Montemor-o-Novo Municipality
- Серара Фонтана